# جنگ‌افزار انرژی هدایت‌شده

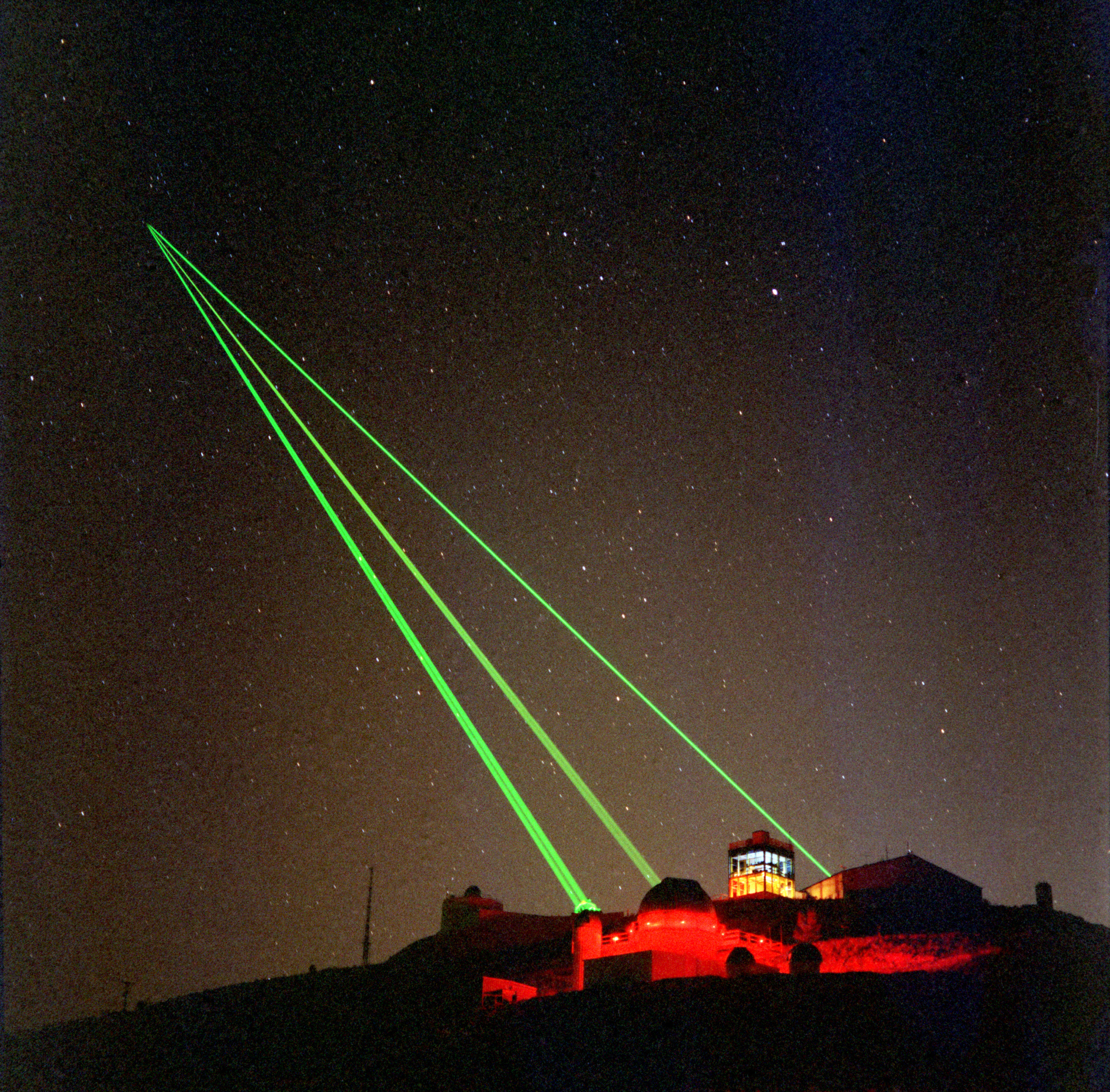
نمایی از سه لیزر سبز رنگ قابل روئیت که از تأسیساتی در محدوده نوری استارفایر در پایگاه نیروی هوایی کیرتلند، نیومکزیکو منتشر می‌شوند. لیزرها و اپتیک‌های تغییرشکل‌پذیر در این‌جا برای حذف یا به‌حداقل رساندن اعوجاج‌های نوریِ ناشی از جو زمین استفاده می‌شوند. - ۲۰۰۶

جنگ‌افزار انرژی هدایت‌شده (به انگلیسی: directed-energy weapon، اختصار: DEW) به سامانه‌ای گفته می‌شود که بدون به‌کارگیری پرتابه، انرژی را به سمت هدف می‌تابانَد تا اثر موردنظر را اِعمال کند. اثرات ناشی از این جنگ‌افزار ممکن است کُشنده یا غیرکشنده باشد. برخی از گونه‌های این جنگ‌افزار در محیط واقعی استفاده می‌شوند، ولی برخی دیگر در حال گسترش هستند.
این انرژی هدایت‌شده ممکن است از گونه‌های زیر باشد:
- طیف‌های الکترومغناطیسی به‌صورت سلاح لیزری یا میزر
- ذرات با جِرم به‌صورت جنگ‌افزار پرتو ذرات
- صدا به‌صورت جنگ‌افزار صوتی

شعله‌افکن‌ها در این رده‌بندی قرار نمی‌گیرند، زیرا آن‌ها در حقیقت پرتابه هستند (گاز یا مایع انفجاری) که موجب آتش‌سوزی می‌شود.